# Elachistidae

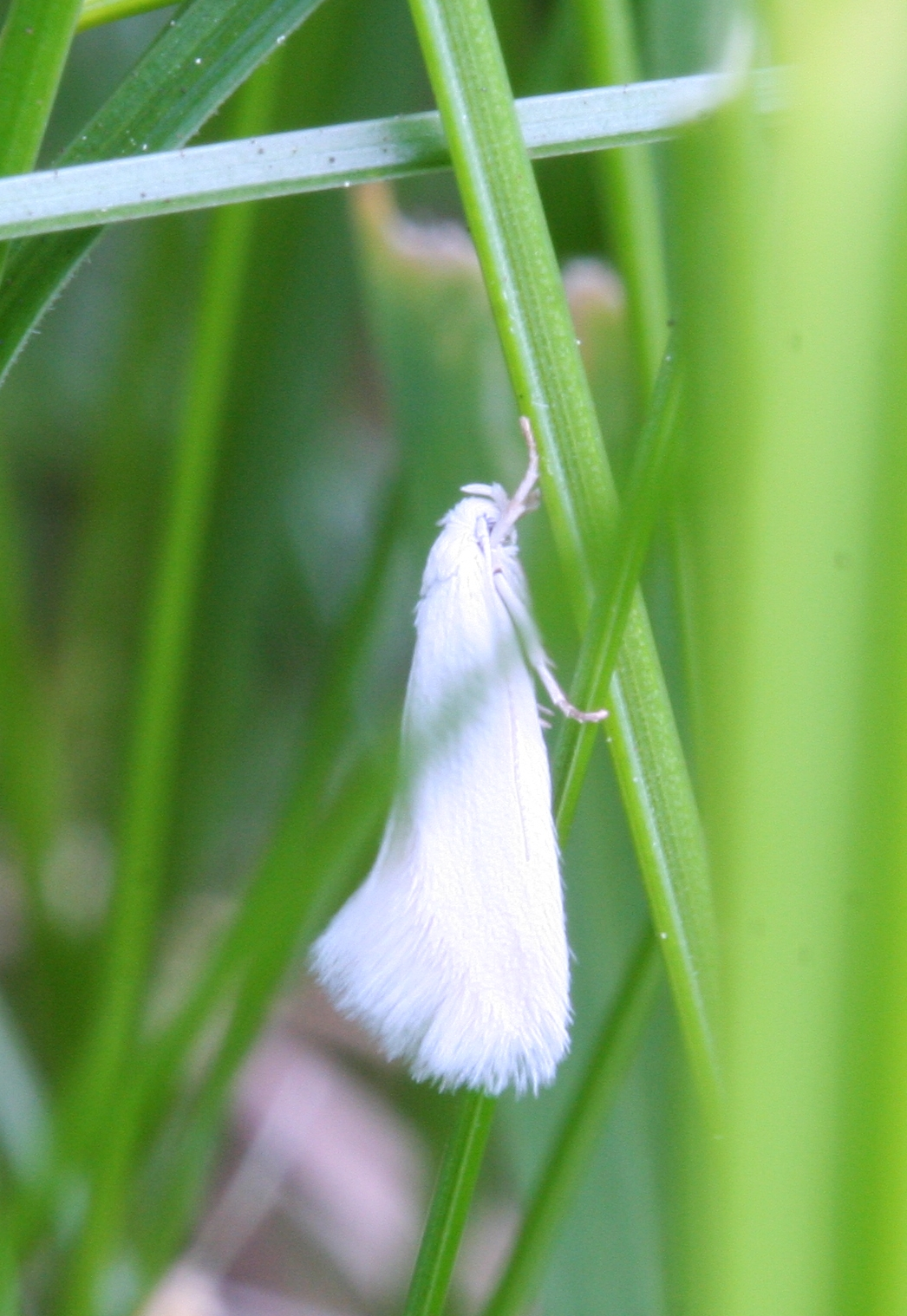
Elachista argentella.

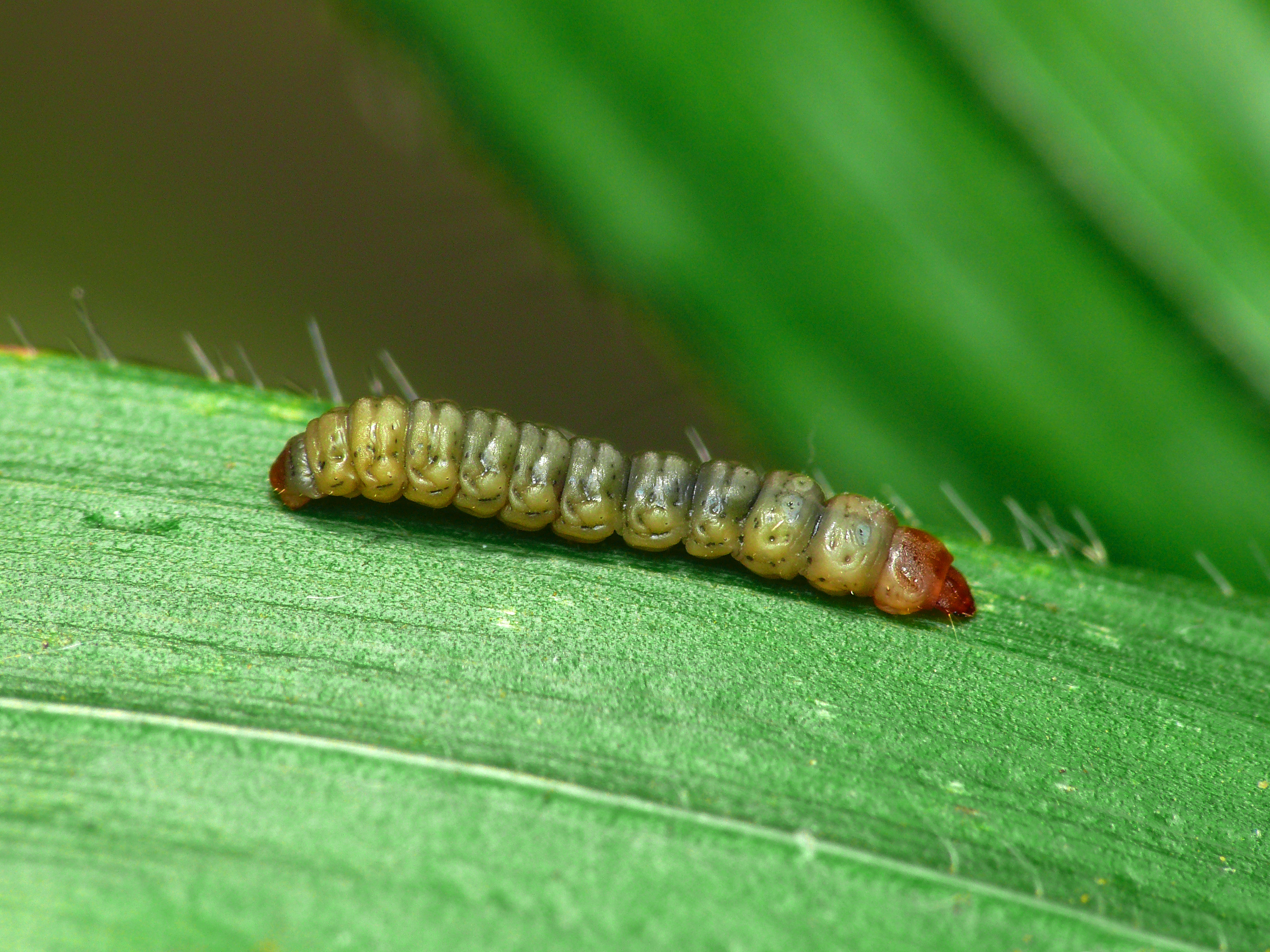
Elachista gangabella, larva

Elachistidae es una familia de polillas pequeñas de la superfamilia Gelechioidea. Según algunos autores contiene 3.300 especies en ocho subfamilias, pero esta agrupación es posiblemente parafilética y no natural, basada en semejanzas aparentes.
Es posible que muchas especies estén más relacionadas con Oecophorinae y se las incluye en la familia Oecophoridae, (Depressariinae, "Deuterogoniinae", Hypertrophinae, Stenomatinae y tal vez los enigmáticos Aeolanthes), o constituyen un grupo de linajes basal de gelechioides, sin estar relacionados con Elachista o a Oecophora; por lo tanto serían familias independientes dentro de Gelechioidea (Agonoxenidae, Ethmiidae). El género Coelopoeta es colocado aquí a veces, aunque tal vez pertenezca a Oecophorinae.
La familia Elachistidae podría ser considerada idéntica a la subfamilia Elachistinae. La subfamilia Agonoxeninae es considerada dentro de Elachistidae en la actualidad. Es posible que algunos géneros sean elevados a la categoría de tribus en el futuro.
Se ha sugerido una reducción drástica del número de géneros, de 20 a 3. Todo esto aun no está resuelto.
Según las clasificaciones más aceptadas los Elachistidae son polillas pequeñas, de un centímetro o menos de envergadura. Las orugas son minadoras de hojas o de tallos de plantas del orden Poales.

## Géneros
Géneros y algunas especies incluidas
- Elachistinae
  - Elachista
  - Eretmograptis Meyrick, 1938
  - Mylocrita Meyrick, 1922
  - Myrrhinitis Meyrick, 1913
  - Perittia Stainton, 1854
  - Stephensia Stainton, 1858
  - Urodeta Stainton, 1869

Algunos géneros menores están colocados en Elachista por algunos autores, de lo contrario posiblemente no serían monofiléticos. Aeolanthes pertenece aquí o en la subfamilia Aeolanthinae. Es posible que la especie peruana Auxotricha ochrogypsa también pertenezca en esta subfamilia.
- Parametriotinae Capuse, 1971
- Agonoxeninae Meyrick, 1925 (antes considerada una familia separada)

### Fósiles
Algunos géneros fósiles de Elachistidae han sido descritos:
- Elachistites † Kozlov, 1987
- Microperittia † Kozlov, 1987
- Palaeoelachista † Kozlov, 1987
- Praemendesia † Kozlov, 1987

## Géneros obsoletos
- Annetennia Traugott-Olsen, 1995
- Aristoptila Meyrick, 1932
- Atmozostis Meyrick, 1932
- Atrinia Sinev, 1992
- Austriana Traugott-Olsen, 1995
- Atmozostis Meyrick, 1932
- Bradleyana Traugott-Olsen, 1995
- Calamograptis Meyrick, 1937 (Tineidae)
- Canariana Traugott-Olsen, 1995
- Cryphioxena Meyrick, 1921 (Bucculatricidae)
- Dicasteris Meyrick, 1906
- Dicranoctetes Braun, 1918
- Elachistoides Sruoga, 1992
- Eupneusta Bradley, 1974
- Gibraltarensis Traugott-Olsen, 1996
- Habeleria Traugott-Olsen, 1995
- Holstia Traugott-Olsen, 1995
- Illantis Meyrick, 1921
- Kumia Falkovich, 1986
- Kuznetzoviana Traugott-Olsen, 1996
- Mendesina de Joannis, 1902
- Microplitica Meyrick, 1935
- Ogmograptis Meyrick, 1935 (Bucculatricidae)
- Paraperittia Rebel, 1916
- Perittoides Sinev, 1992
- Petrochroa Busck, 1914
- Phaneroctena A.J.Turner, 1923 (Cosmopterigidae)
- Phthinostoma Meyrick, 1914
- Polymetis Walsingham, 1908
- Proterochyta Meyrick, 1918 (Scythrididae)
- Sineviana Traugott-Olsen, 1995
- Sruogania Traugott-Olsen, 1995
- Symphoristis Meyrick, 1918
- Whitebreadia Traugott-Olsen, 1995